# Michel Seuphor
Michel Seuphor, właściwie Fernand Louis Berckelaers (ur. 10 marca 1901 w Antwerpii, zm. 12 lutego 1999 w Paryżu) – francuski malarz, krytyk, eseista, poeta i historyk sztuki belgijskiego pochodzenia.
Zajmował się malarstwem abstrakcyjnym. Podczas podróży po Niemczech, Włoszech, Holandii i Francji w latach 1922–1925 zetknął się z artystami reprezentującymi dadaizm, futuryzm, konstruktywizm, kubizm i neoplastycyzm. W 1925 roku zamieszkał w Paryżu. W 1929 (według innych źródeł w 1930) roku wraz z Joaquínem Torresem-Garcią powołał grupę Cercle et Carré, która miała na celu integrację środowiska abstrakcjonistów. W 1930 roku zorganizował pierwszą wystawę poświęconą sztuce abstrakcyjnej. W 1954 roku uzyskał obywatelstwo francuskie. Po 1954 wydał kilka prac z zakresu historii sztuki.